# Gres navajo
El gres navajo (en anglès navajo sandstone) és una formació geològica del grup Glen Canyon. Aquesta formació geològica es troba al nord d'Arizona, al nord-oest de Colorado, Nevada i Utah. El gres és de color blanc a rosa clar i es va dipositar en un ambient d'ergs àrids. En absència de fòssils característics, la datació del gres navajo no està clarament establerta. Es troba entre el Triàsic superior i el Juràssic inferior .
La pedra sorrenca navajo és especialment destacada al sud de Utah, on forma les principals atraccions d'una sèrie de parcs nacionals i monuments, com ara l'Àrea de Conservació Nacional de Red Rock Canyon, Parc Nacional Zion, Parc Nacional de Capitol Reef, Àrea recreativa nacional de Glen Canyon, Grand Staircase-Escalante National Monument i Canyonlands National Park.

## Llocs d'aflorament

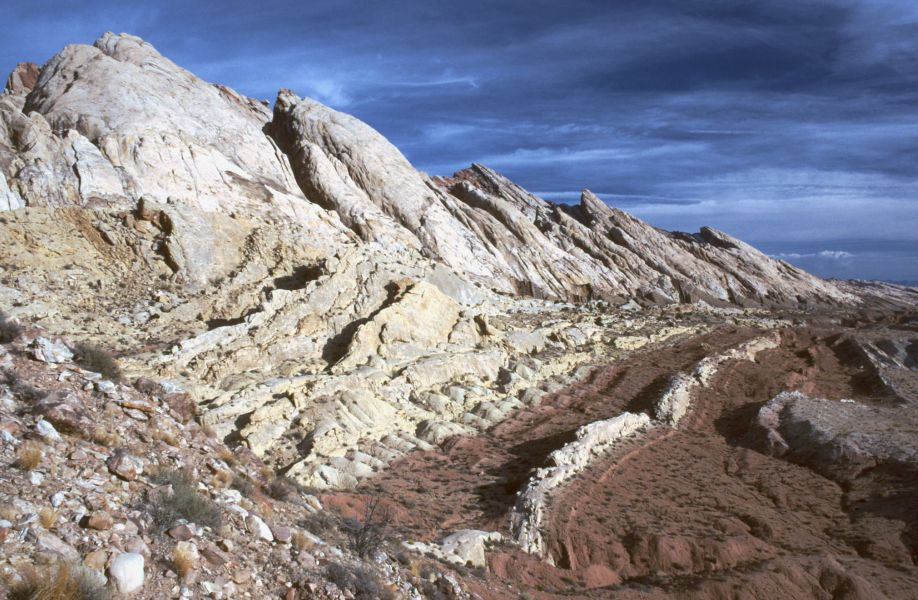
Zona de gres Navajo

- Colorado Plateau
- Black Mesa Basin
- Great Basin province
- Paradox Basin
- Piceance Basin
- Plateau Sedimentary Province
- San Juan Basin
- Uinta Basin
- Uinta Uplift
- Uncompaghre Uplift

## Paleofauna de vertebrats

### Ornitòdires
Els teròpodes indeterminats es troben geogràficament a Arizona, EUA. Les pistes de teròpodes es troben geogràficament a Arizona, Colorado i Utah, EUA. Pistes d'ornitisqui situats a Arizona, EUA.
| Ornitòdires de la pedra sorrenca Navajo | Ornitòdires de la pedra sorrenca Navajo | Ornitòdires de la pedra sorrenca Navajo | Ornitòdires de la pedra sorrenca Navajo | Ornitòdires de la pedra sorrenca Navajo                 | Ornitòdires de la pedra sorrenca Navajo | Ornitòdires de la pedra sorrenca Navajo |
| Gènere                                  | Espècie                                 | Ubicació                                | Posició estratigràfica                  | Material                                                | Notes                                   | Imatges                                 |
| --------------------------------------- | --------------------------------------- | --------------------------------------- | --------------------------------------- | ------------------------------------------------------- | --------------------------------------- | --------------------------------------- |
| Amosaure                                | Amosaure cf. major                      | - Arizona                               |                                         |                                                         |                                         |                                         |
| Dilophosaurus                           | D. wetherilli                           | - Utah                                  |                                         | Pistes atribuïdes al parc estatal Red Fleet State Park. |                                         |                                         |
| Pteraichnus                             |                                         |                                         |                                         |                                                         |                                         |                                         |
| Segisaurus                              | S. halli                                | - Arizona                               |                                         | "Esquelet postcranial parcial".                         |                                         |                                         |
| Seitaad                                 | S. ruessi                               | - Utah                                  |                                         |                                                         |                                         |                                         |

## Concrecions d'òxid de ferro

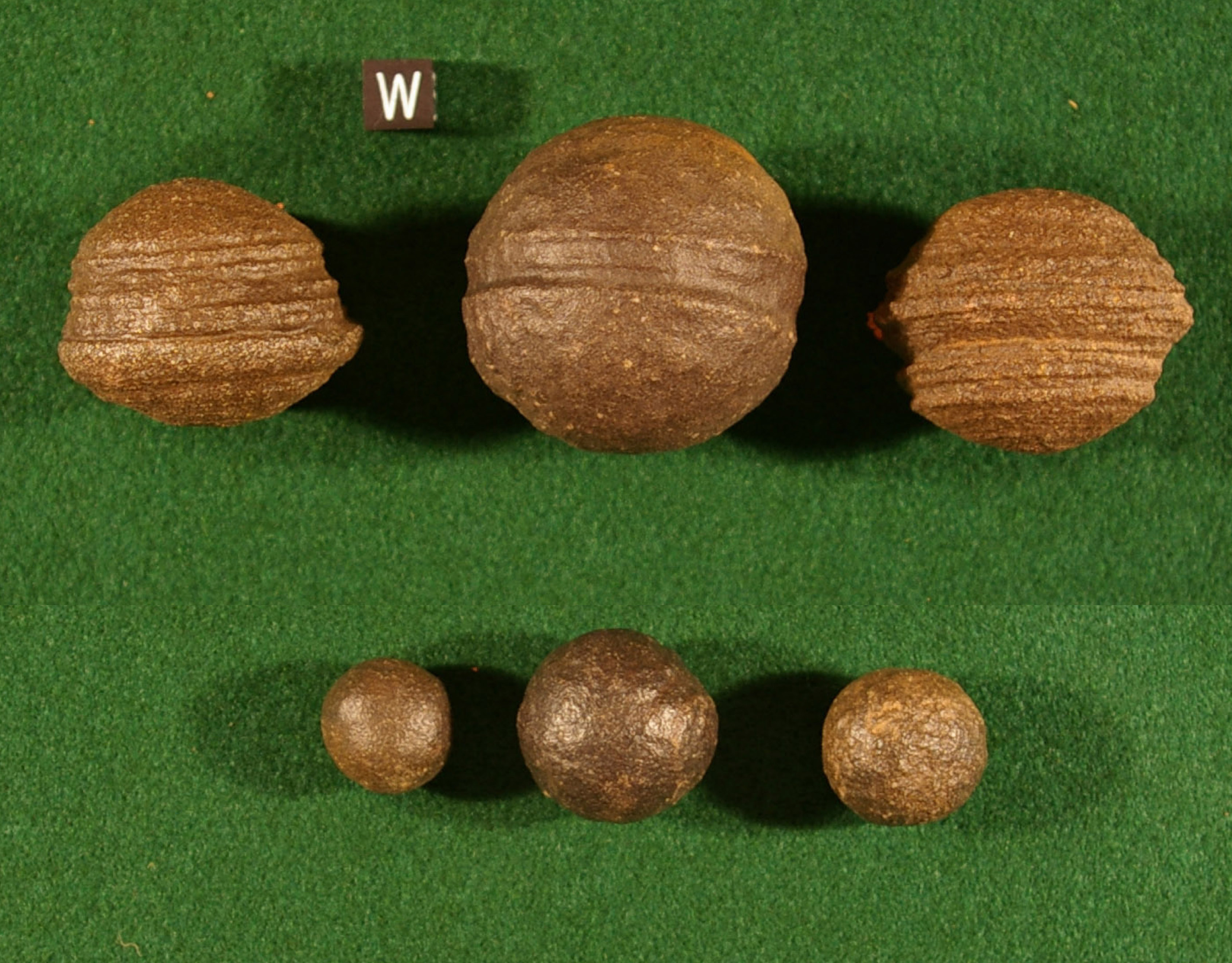
Baletes Moqui, concrecions d'hematita, de la pedra sorrenca Navajo del sud-est d'Utah. El cub d'escala, amb "W", és d'un centímetre quadrat.

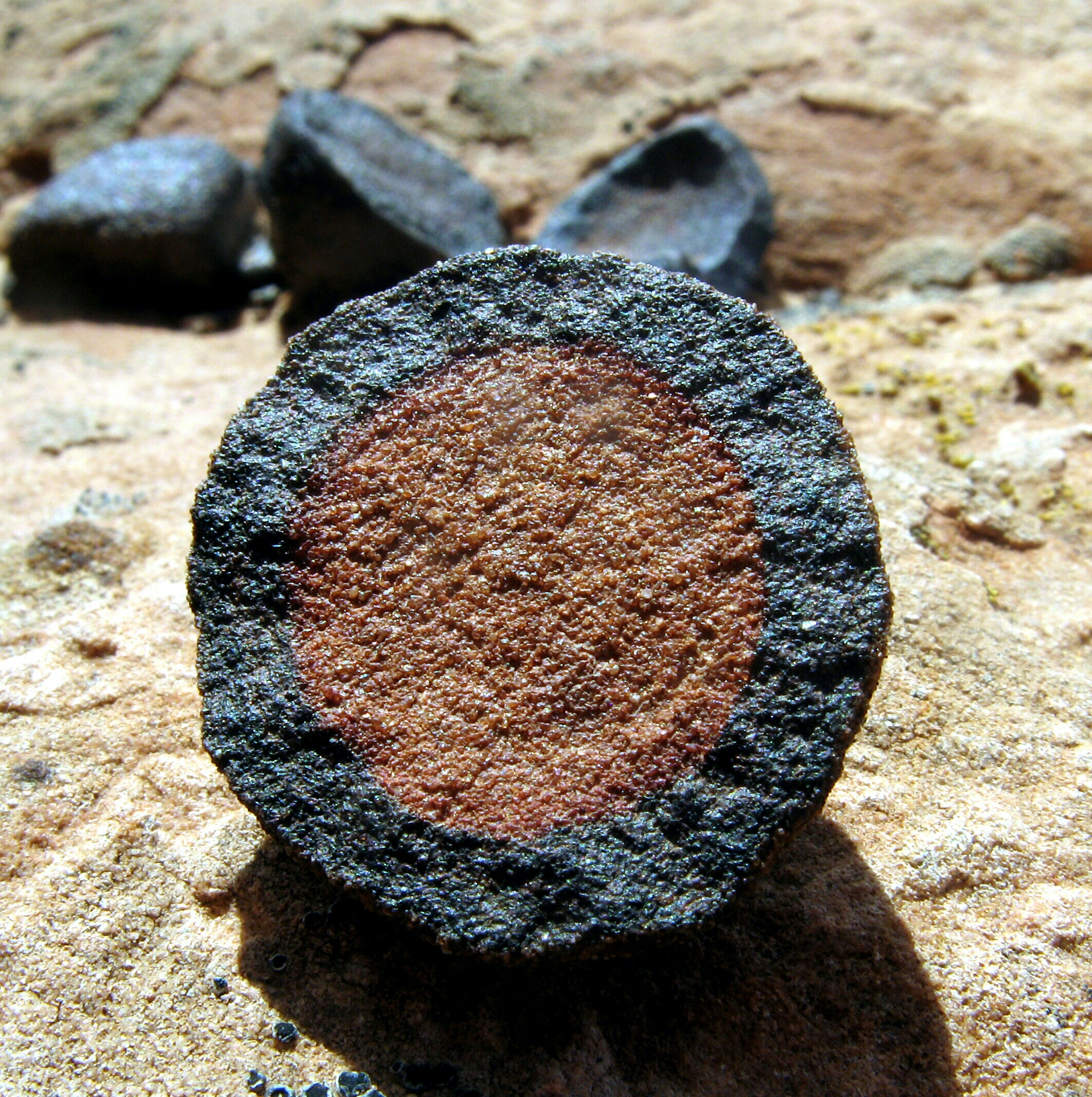
Interior d'una baleta Moqui

La pedra sorrenca Navajo també és molt coneguda entre els geòlegs aficionats pels seus centenars de milers de concrecions d'òxid de ferro. De manera informal, s'anomenen "baletes Moqui" i es creu que representen una extensió de les tradicions natives americanes d'ètnia hopi pel que fa al culte als avantpassats ("moqui" es tradueix com "els morts" en llengua hopi). Milers d'aquestes concrecions sobresurten dels afloraments de la pedra sorrenca Navajo al centre-sud i al sud-est d'Utah dins d'una àrea que s'estén des del parc nacional de Zion cap a l'est fins als parcs nacionals d'Arches i Canyonland. Són força abundants dins del Grand Staircase–Escalante National Monument.

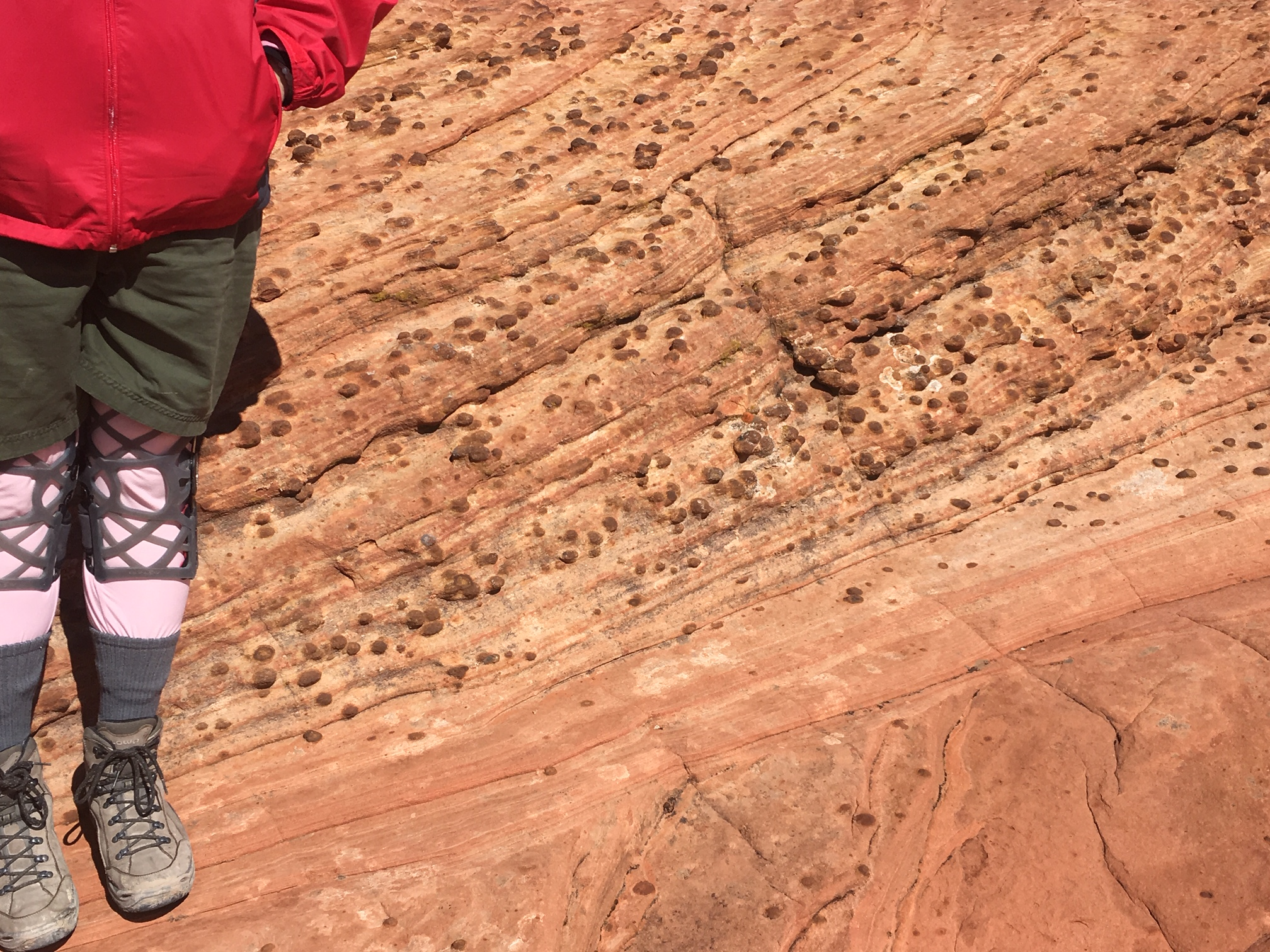
Baletes Moqui al seu lloc al Navajo Sandstone, Snow Canyon State Park, SW Utah.

Les concrecions d'òxid de ferro que es troben a la pedra sorrenca Navajo presenten una gran varietat de mides i formes. La seva forma va des d'esferes fins a discos; botons; boles amb puntes; formes cilíndriques semblants a tubs buits; i altres formes estranyes. Tot i que moltes d'aquestes concrecions es fusionen com a bombolles de sabó, moltes més també es produeixen com a concrecions aïllades, que varien en diàmetre des de la mida dels pèsols fins a les pilotes de beisbol. La superfície d'aquestes concrecions esfèriques pot anar des de ser molt rugosa fins a força llisa. Algunes de les concrecions són esferes acanalades amb crestes al voltant de la seva circumferència.
Les abundants concrecions que es troben a la pedra sorrenca Navajo consisteixen en pedra sorrenca cimentada per hematita (Fe ₂ O ₃) i goethita (FeOOH). El ferro que forma aquestes concrecions prové de la descomposició dels minerals de silicat que contenen ferro mitjançant la meteorització per formar recobriments d'òxid de ferro en altres grans. Durant la diagènesi posterior de la pedra sorrenca Navajo mentre estava profundament enterrada, els fluids reductors, probablement hidrocarburs, van dissoldre aquests recobriments. Quan els fluids reductors que contenen ferro dissolt es barregen amb aigües subterrànies oxidants, ells i el ferro dissolt es van oxidar. Això va fer que el ferro precipités com a hematita i goethita per formar les innombrables concrecions que es troben a la pedra sorrenca Navajo. L'evidència suggereix que el metabolisme microbià pot haver contribuït a la formació d'algunes d'aquestes concrecions. Aquestes concrecions es consideren anàlegs terrestres de les esfèrules d'hematita, anomenades alternativament "nabius" marcians o més tècnicament esfèrules marcianes, que el rover Opportunity va trobar a Meridiani Planum a Mart.